# Juguetes modernos
Juguetes modernos es una película en blanco y negro de Argentina dirigida por Albert Arliss sobre el guion de Hernán de Castro según el argumento de Aldiss que no se estrenó por haberlo prohibido las autoridades de ese momento. Tuvo como protagonistas a Roberto Cosman, Edgardo Morilla, Eduardo Otero y Aldo Rusca.

## Reparto
- Roberto Koffman(aunque figura mal en los créditos como Cosman)
- Edgardo Morilla
- Eduardo Otero
- Aldo Rusca

## Comentario
Lo que se sabe de la trama de esta película proviene de los recuerdos de Roland que cuenta que el filme censuraba la profusión de juguetes bélicos para niños y, como aparentemente criticaba el armamentismo mundial, resultaba antimilitarista. Esos datos, sumados a la situación política local y mundial, explicarían la razón por la cual las autoridades prohibieron su exhibición.
En 1949 los críticos de cine Roland y Calki depositaron la única copia existente en la UNESCO, que había manifestado interés por ese tipo de películas. 